# Риккобони, Мари-Жанна
Мари Жанна Риккобони (в девичестве Лаборас де Мезьер; 25 октября 1713 — 7 декабря 1792, Париж) — французская актриса, прозаик, драматург. В «Кратком начертании изящной словесности» (1822) А. Ф. Мерзлякова Риккобони стоит в одном ряду с известнейшими писателями XVII-XVIII веков: «Из безчисленных писателей романов заслуживают замечание: Прево д'Ексилль, Мариво, ле Саж, Кребильон, Руссо, Вольтер, Мармонтель, д'Арно, Граф Трессан, Флориан; сочинительницы: Графиньи, Риккобони, ла Файет, Жанлис, Сталь и Криденер» . По мнению современного специалиста по французской литературе XVIII века Н. Т. Пахсарьян, «хотя ныне имя мадам Риккобони забыто, «безделки из-под ее пера» в свое время пользовались успехом и во Франции, и в Англии, а написанное ею продолжение романа Мариво «Жизнь Марианны» было столь талантливо, что потребовались тщательные филологические разыскания,
чтобы увидеть отличия ее манеры от манеры Мариво».

## Биография
Происходила из города Труа. Её отец вскоре после её рождения был обвинён в двоежёнстве и вынужден был вернуться к первой жене, мать же отдала ребёнка в приют при монастыре, где та должна была стать монахиней. Мари Жанна, однако в 1728 году (в 14-летнем возрасте) отказалась от пострига и вернулась к матери, отношения с которой у неё были крайне сложными.
Увлёкшись актёром Антонио Риккобони (сыном актёра и драматурга Луиджи Риккобони), она 7 июля 1734 года вышла за него замуж и поступила на сцену (её дебют состоялся 23 августа того же 1734 года), хотя серьёзным сценическим талантом, по мнению критиков, не обладала. Покинутая мужем, она в 1761 году оставила театр и полностью посвятила себя литературной деятельности. Некоторое время посещала салон барона Гольбаха, где познакомилась с Адамом Смитом и Юмом. С последним, а также с известным английским актёром Гарриком, Риккобони поддерживала переписку.

## Творчество
Госпожа де Риккобони отдавала предпочтение эпистолярному роману и роману-мемуарам. Она ориентировалась на английские образцы, прежде всего на Ричардсона. В 1745 году Риккобони сочинила продолжение «Жизни Марианны» Мариво («Suite de la vie de Marianne»). Первое вполне самостоятельное сочинение Риккобони — «Письма мисс Фанни Батлер» («Les lettres de miss Fanny Butler», 1757) — снискало успех. За ним последовали «История маркиза де Кресси» («L’histoire du marquis de Cressy», 1758), «Письма Юлии Кэтсби» («Les lettres de Julie Catesby», 1759), «Эрнестина» («Ernestine», 1762), «Амели» («Amélie», 1762, переделка известного романа Филдинга), «История мисс Дженни Левел» («Histoire de miss Jenny Level», 1764), «Письма Аделаиды де Даммартен к графу Рансе» («Lettres d’Adélaide de Dammartin à M-r le Comte de Rancé», 1766), «Письма Элизабет-Софи де Вальер к Луизе Гортензии де Кантеле» («Lettres d’Elisabeth-Sophie de Vallière à Louise Hortense de Canteleu», 1772), «Письма милорда Риверса к сэру Чарльзу Кардиньяну» («Lettres de milord Rivers à sir Charles Cardignan», 1777). 
Известный критик Лагарп неоднократно восхвалял «тонкость и изящество картин, рисуемых писательницей, её ум, изящество и точность её слога». Несмотря на литературную славу Риккобони и близость её к знаменитым литераторам (Дидро, Гримм), материальное положение писательницы было шатким, а в революционную эпоху, когда она лишилась назначенной ей от двора пенсии, — даже бедственным.

## Интересные факты
- Романы Риккобони высоко ценила Мария-Антуанетта. По сведениям известного критика Сент-Бева, она даже переплела один из них таким образом, чтобы книга выглядела как молитвенник; благодаря этому королева могла читать роман во время длительного богослужения[8].
- Книги Риккобони присутствовали в походной библиотеке Наполеона[9].

## Дидро о госпоже Риккобони
Сочная характеристика писательницы содержится в эссе Дидро «Парадокс об актере»:
Первый. Так вот, эта женщина, чувствительнейшая из всех, созданных природой, была самой плохой актрисой из всех, выступавших когда-либо на сцене. Никто не судит лучше её об искусстве, никто не играет хуже.
Второй. Прибавлю, что она сама согласна с этим, и ни разу не случалось ей пожаловаться на незаслуженные свистки.
Первый. Но почему же, обладая такой чувствительностью, основным, на ваш взгляд, качеством актёра, Риккобони так плохо играла?
Второй. Очевидно, ей настолько же нехватало остальных качества, что чувствительность не могли их возместить.
Первый. Но она не дурна лицом, умна, хорошо держится, в её голосе нет резких нот. Она обладает всеми достоинствами, которые даёт воспитание. В обществе она хороша. Вы смотрите на неё без досады, слушаете с величайшим удовольствием.
Второй. Я не могу этого понять, но я знаю, что публика никогда не могла с ней примириться, а двадцать лет кряду она была жертвой своей профессии.

Первый. И своей чувствительности, выше которой она никогда не могла подняться. Именно потому, что она постоянно оставалась сама собой, публика постоянно пренебрегала ею.
.